# Mahi (peuple)
Pour les articles homonymes, voir Mahi.
Les Mahi sont un peuple du Bénin. Ils vivent au nord d'Abomey, de la frontière togolaise à l'ouest, jusqu'à la rivière Zou à l'est, et entre le fleuve Ouemé et la rivière Zou, son affluent, au nord des collines de Dassa. Les Mahi ont établi leur propre royaume à la fin du XVIIIe siècle, et ont été la cible de la traite des esclaves avant la colonisation française à la fin du XIXe siècle,. Du fait de ce commerce d'esclaves vers les Amériques, des influences  mahis se retrouvent dans les religions afro-brésiliennes,.
Le peuple Mahi est né de l'oppression du Royaume d'Abomey depuis le xve siècle lorsque ce dernier voulait étendre ses frontières. De petits clans qui vivait dans le couloir des collines de dassa et le fleuve ouemé à l'Est. Ses petits clans ne partageaient pas totalement les mêmes culture et tradition cependant pour résister aux attaques multiples de Dahomey ils se sont unifiés d'où le peuple Mahi.

## Économie
Le peuple Mahi vivait de l'agriculture et de la chasse avant l'arrivée des colons. Car avant de devenir un seul peuple Mahi les petits communautés vivait en clan. 

## Culture
Le peuple Mahi a instauré un festival traditionnel nomé festival culturel Mahi houindo. Ce festival a pour but de réunir les fils et filles Mahi pour le développement de leur localité. 
Le rythme traditionnel le plus populaire de la localité est Gota encore appelé Tchinkounmè. Tchinkoumè ou encore Tchinkoumin est à la fois une danse et un rythme.

## Personnalités Mahi
- Gbèzé (1974) Musicien, chanteur , danseur ,  parolier, chasseur et agriculteur natif d'Aklankpa de Glazoué
- Gbetcheou Auteur compositeur, chanteur et  parolier
- Gbaguidi 14 Roi de Savalou